# Norbert Gstrein

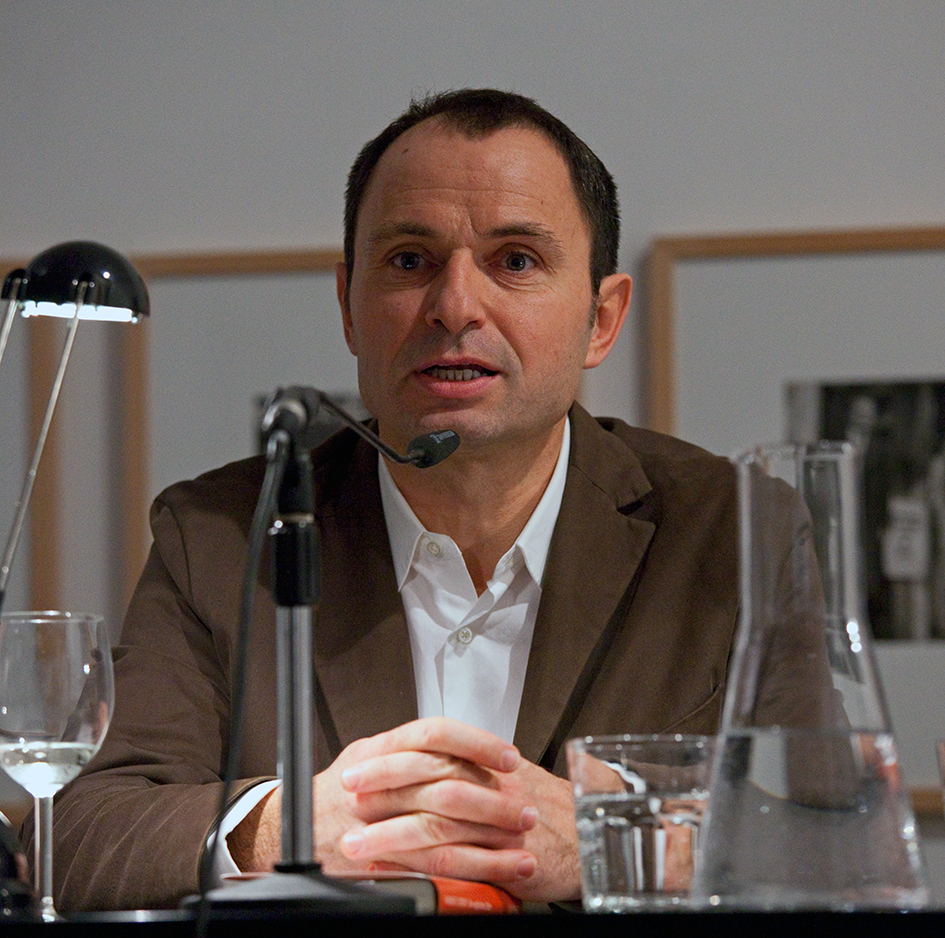
Norbert Gstrein

Norbert Gstrein (Mils bei Imst, 3 juni 1961) is een Oostenrijks schrijver. Hij woont tegenwoordig met zijn vrouw en dochter in Hamburg.

## Studies
Nadat Gstrein wiskunde aan de universiteit van Innsbruck volgde, studeerde hij in 1986/87 zeven maanden verder aan de universiteit van Stanford en vervolgens vijf maanden aan de universiteit van Erlangen. In 1988 diende hij zijn thesis ‘Zur Logik der Fragen’ in. Hiervoor werd hij door wiskundige Roman Liedl en filosoof Gerhard Frey begeleid.

## 1988-1995
In 1988 verscheen naast zijn thesis en enkele publicaties in literatuurtijdschriften ook zijn debuutroman “Einer”. Daarin vertelde hij vanuit zeven verschillende perspectieven het verhaal van een jongeman, die zelf echter nooit aan het woord komt. De nuances en tegenstellingen die daarbij aan het licht komen, tonen aan dat een levensverhaal onmogelijk vanuit één dimensie bekeken kan worden.
Tot en met “Der Kommerzialrat” (1995), spelen alle prozaverhalen van Gstrein zich af in Tirol. Aangezien de Oostenrijkse deelstaat in zijn eerste vijf romans negatief afgebeeld wordt, wordt Gstreins vaderlandsliefde meerdere malen in twijfel getrokken. Zijn latere werken weerleggen die opvatting echter.

## 1999-2004
Vanaf 1999, begeeft Gstrein zich letterlijk en figuurlijk op nieuw terrein. Zo spelen zijn verhalen zich niet langer in Tirol maar in het buitenland af en brengen ze het thema oorlog, dat nog steeds in het Duitse geheugen gegrift staat, weer ter sprake.
In zijn roman “Die englischen Jahre“ beschrijft Gstrein hoe een vrouw uit Londen het levensverhaal van een joodse emigrant uit Wenen probeert te reconstrueren. Hoewel ze het aanvankelijk probeert te ontkennen, blijkt uiteindelijk dat ze met een oplichter te maken heeft die na de Tweede Wereldoorlog veel voordeel uit zijn joodse identiteit heeft weten te halen.
Na deze roman hield Gstrein zijn toespraak “Fakten, Fiktionen und Kitsch beim Schreiben über ein historisches Thema“. Daarin zoekt hij het antwoord op de vraag hoe men de holocaust op een gepaste manier in een literair werk zou kunnen weergeven. In 2000 verscheen de toespraak voor het eerst in het literaire tijdschrift “Büchner”.
Het jaar daarop publiceerde Gstrein zijn prozaverhaal “Selbstportrait mit einer Toten”. Hoewel hij het eerst als kader voor de roman “Die englischen Jahre” presenteerde, stapte hij toch van dat idee af. De focus dreigde namelijk af te dwalen van de kern van het verhaal.
Net zoals Gstrein in de fictieve biografie “Die englischen Jahre” de betrouwbaarheid van zogenaamde historische ‘feiten’ aan de kaak stelt, gaat hij in zijn roman “Das Handwerk des Tötens”(2003) verder op zoek naar waarheid in oorlogstijden. Ditmaal neemt hij de lezers mee naar Kosovo, waar een zelfstandige journalist hen het verhaal brengt van een van zijn collega’s. Die laatste wil een boek uitbrengen over het leven van een bevriende oorlogsverslaggever die tijdens de Kosovo-oorlog gestorven is, maar slaagt daar niet in. Gstreins keuze, het verhaal vanuit meerdere perspectieven te beschrijven, zorgt voor een klare kijk op de zogezegde waarheden, die als mengeling van geruchten, aannames en interpretaties blootgelegd worden. Doordat de auteur de roman aan de journalist Gabriël Grüner, die in de Kosovo-oorlog om het leven kwam, opdroeg, werd “Das Handwerk des Tötens” door sommigen onterecht als sleutelroman geïnterpreteerd en ook bekritiseerd. Met zijn essay “Wem gehört eine Geschichte?” stelt Gstrein zich tegen die kritiek te weer.

## 2008-2013
In 2008 gooide Gstrein het niet thematisch maar verteltechnisch over een andere boeg. In zijn roman “Die Winter im Süden” laat hij namelijk voor de eerste keer enkel zijn hoofdpersonage aan het woord. Gstrein verklaart in een interview: “Ik had de indruk dat het sceptische ik-personage in “Handwerk des Tötens” niet veel meer te vertellen had. Het ging namelijk zodanig voorzichtig met de werkelijkheid om, dat het in het volgende boek waarschijnlijk alles zijn gang zou laten gaan en zich niet meer zou uiten.” Inhoudelijk sluit de roman wel aan bij “Handwerk des Tötens”: centraal staat het verhaal van een kroatische fascist, die na 40 jaar, nadat hij na de Tweede Wereldoorlog naar Argentinië gevlucht was, naar zijn thuisland terugkeert om daar de kroatische onafhankelijkheidsbeweging te ondersteunen.
Met „ Die Ganze Wahrheit“ (2010) richt Gstrein zich op een voor hem compleet nieuw genre: het groteske. In deze roman vertelt hij het verhaal van een kleine uitgever die zijn vrouw verlaat en trouwt met een jonge en aantrekkelijke schrijfster. Deze laatste heeft een grote en geheime voorliefde voor joden alsook een fantasierijke verhouding met haar eigen biografie. Dit is niet zonder gevolgen voor haar man en de redacteur van de uitgeverij, die de verteller van het verhaal is. Recensenten discuteren over de vraag of het al dan niet om een sleutelroman gaat. Zo leidden gerichte aanwijzingen voor de publicatie naast de verwijzingen naar en citaten uit de romans van Ulla Berkéwicz tot deze discussie. Hierdoor wordt over het hoofd gezien dat het boek hoofdzakelijk een satirische uiteenzetting met varianten op en gevolgen van het irrationalisme van de 21ste eeuw voorstelt, die verrassend moeiteloos met religieuze motieven van de joods- christelijke traditie gecombineerd kunnen worden.
In ‘Eine Ahnung vom Anfang’ (2013) staat het religieus fanatisme centraal. Het verhaal gaat over een leraar die zijn lievelingsleerling, Daniel, van lectuur voorziet. Nadat er echter een bom gevonden wordt en de leraar de mogelijke dader als Daniel herkent, wordt hij bang schuld te hebben aan de religieuze radicalisering van zijn leerling. Twijfel en onzekerheden nemen bij de leraar de overhand. Op het einde van de roman blijft de ongerustheid bestaan over de invloed van mythologische interpretaties op een geseculariseerde wereld.

## Prijzen
- Rauriser Literaturpreis (1989)
- Stadtschreiber von Graz (1989)
- Förderpreis des Bremer Literaturpreises (1989)
- Ingeborg-Bachmann-Preis - Preis des Landes Kärnten (1989)
- Österreichischer Förderungspreis für Literatur (1990)
- Kunstpreis der Stadt Innsbruck 1. Preis für Erzählende Dichtung (1990)
- Berliner Literaturpreis (1994)
- Alfred-Döblin-Preis (1999)
- Tiroler Landespreis für Kunst (2000)
- Literaturpreis der Konrad-Adenauer-Stiftung (2001)
- Uwe-Johnson-Preis (2003)
- Franz-Nabl-Preis (2004)
- Anton-Wildgans-Preis (2013)
- Kunstpreis der Stadt Innsbruck (2018)
- Österreichischer Buchpreis (2019) voor Als ich jung war
- Düsseldorfer Literaturpreis (2021) voor Der zweite Jakob
- Thomas-Mann-Preis (2021)
- Ereteken van het Bundesland Tirol (2023)

- Bibsys: 90379016
- Biblioteca Nacional de España: XX1579304
- Bibliothèque nationale de France: cb12135515v (data)
- Catàleg d'autoritats de noms i títols de Catalunya: 981058615123906706
- CiNii: DA03663627
- Digitale Bibliotheek voor de Nederlandse Letteren: gstr001
- Gemeinsame Normdatei: 11894293X
- International Standard Name Identifier: 0000 0001 0927 9624
- Library of Congress Control Number: nr90012637
- Nationale Bibliotheek van Tsjechië: ola2004228934
- Nationale Bibliotheek van Israël: 987007262134105171
- Nationale Bibliotheek van Polen: a0000001839148
- Nationale en Universitaire bibliotheek Zagreb: 000196230
- Nederlandse Thesaurus van Auteursnamen: 073579769
- Réseau des bibliothèques de Suisse occidentale: 02-A003326708
- LIBRIS: 315710
- Système universitaire de documentation: 029807689
- Virtual International Authority File: 97871923
- WorldCat: E39PBJbMbgDFtVY44Cmvw3k4bd